# Германия на «Евровидении-1985»
Германия принимала участие в Евровидении 1985, проходившем в Люксембурге. На конкурсе её представляла группа «Wind» с песней «Für alle», выступавшая под номером 10. В этом году страна заняла 2-е место, получив 105 баллов. Комментатором конкурса от Германии в этом году был Адо Шлер, глашатаем — Кристоф Дьюмлинг.

## Национальный отбор
Национальный отбор проходил в Мюнхене. Случайно выбранные 500 человек голосовали за понравившуюся песню. Каждый из них мог отдать баллы от 1 до 12 каждой песне в зависимости от предпочтения.
| Номер | Артист         | Песня                             | Голоса | Место |
| ----- | -------------- | --------------------------------- | ------ | ----- |
| 1     | Юрген Ренфордт | «Am Anfang der Zeit»              | 3073   | 9-е   |
| 2     | Сюзан Шуберт   | «Sehnsucht nach einem Gefühl»     | 2994   | 10-е  |
| 3     | Конни и Жан    | «Du bist da»                      | 2982   | 11-е  |
| 4     | Вулф Герхард   | «Also lebe ich»                   | 3575   | 3-е   |
| 5     | «Wind»         | «Für alle»                        | 3618   | 1-е   |
| 6     | Хейк Шафер     | «Die Glocken von Rom»             | 3597   | 2-е   |
| 7     | «MoMo»         | «So lange wir träumen, leben wir» | 2971   | 12-е  |
| 8     | Сильвия        | «König und Dame»                  | 3113   | 8-е   |
| 9     | Гунтер Штерн   | «Hier, da und überall»            | 3291   | 6-е   |
| 10    | Дэнни Фишер    | «Kinder der Erde»                 | 3220   | 7-е   |
| 11    | Каро Пукке     | «Grün, grün, grün»                | 3535   | 4-е   |
| 12    | Бернд Клювер   | «Der Wind von Palermo»            | 3424   | 5-е   |

## Страны, отдавшие баллы Германии
Каждая страна оценивает 10 участников оценками 1-8, 10, 12.
| 12 баллов | 10 баллов                                  | 8 баллов                | 7 баллов           | 4 балла  | 1 балл         |
| --------- | ------------------------------------------ | ----------------------- | ------------------ | -------- | -------------- |
| Кипр      | Дания Испания Финляндия Бельгия Люксембург | Франция Норвегия Швеция | Израиль Португалия | Ирландия | Великобритания |

## Страны, получившие баллы от Германии
| 12 баллов | Норвегия       |
| 10 баллов | Австрия        |
| 8 баллов  | Швеция         |
| 7 баллов  | Израиль        |
| 6 баллов  | Дания          |
| 5 баллов  | Великобритания |
| 4 балла   | Ирландия       |
| 3 балла   | Люксембург     |
| 2 балла   | Турция         |
| 1 балл    | Швейцария      |